# Durendal

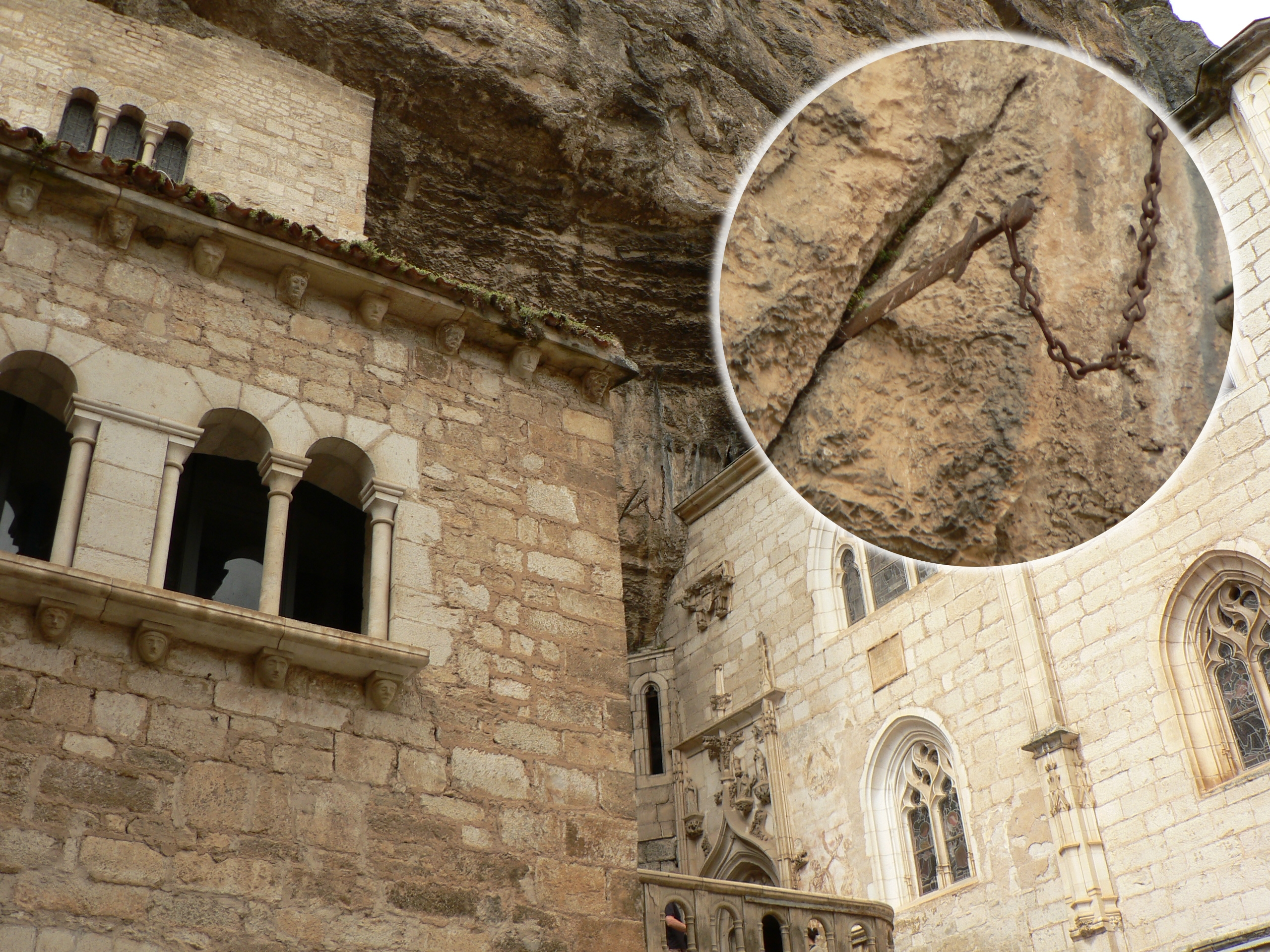
Un fragment din Durendal în Rocamadour.

Durendal sau Durandal (în italiană Durlindana, în spaniolă Durandarte) a fost sabia lui Roland, nobil în slujba lui Carol cel Mare, din Ciclul carolingian.
Originea sabiei este neclară, fiindu-i conferite diverse proveniențe în Ciclul carolingian. Cele mai multe legende îl numesc făuritor pe fierarul anglo-saxon Wayland. Potrivit Cântecului lui Roland, sabia i-a fost adusă de un înger lui Carol, care i-a oferit-o lui Roland. Conform poemului epic Orlando Furioso al lui Ludovico Ariosto, sabia a aparținut cu mult timp în urmă lui Hector din Troia și i-a fost dată lui Roland de Malagigi (Maugris). Acest lucru este discutabil, având în vedere că săbiile din timpul lui Hector erau făcute din bronz și nu ar fi rezistat în fața unor arme din fier sau oțel din timpul lui Roland.
În Cântecul lui Roland, sabia conține în mânerul de aur un dinte al Sfântului Petru, sângele Sfântului Vasile, părul Sfântului Denis și o bucată din haina Preasfintei Fecioare Maria. În poem, Roland folosește sabia pentru a opri înaintarea unei armate musulmane de sute de mii de oameni pentru ca armata lui Carol să se retragă în Franța. Încercând să distrugă sabia pentru a împiedica să-i fie luată de sarazini, Roland a creat La Brèche de Roland în Pirinei. Însă, Durendal s-a dovedit a fi indestructibilă, așa că a fost ascunsă sub corpul său, împreună cu olifant, cornul folosit pentru a-l alerta pe Carol.
Folclorul local pretinde că Durendal încă mai există, fiind păstrată în Rocamadour, Franța, înfiptă într-o stâncă. În secolul al XII-lea, călugării din Rocamadour au susținut că Roland a aruncat sabia și nu a ascuns-o sub el. Cu toate acestea, biroul de turism local numește sabia o replică a lui Durendal.